# Estornegals
Estornegals és una partida en part formada per camps de conreu del terme municipal de Conca de Dalt, a l'antic terme de Toralla i Serradell, al Pallars Jussà, en territori que havia estat del poble de Toralla.
Està situada al sud-oest de Toralla i de les partides d'Arguilers i de Figuerols, a llevant de la capçalera de la llaueta de Vilanova, al sud-est de la Roca Colomer i de l'Espluga.